# Norte Araguaia
Norte Araguaia is een van de 22 microregio's van de Braziliaanse deelstaat Mato Grosso. Zij ligt in de mesoregio Nordeste Mato-Grossense en grenst aan de deelstaten Tocantins in het noordoosten (met de Rio Araguaia als grens) en Pará in het noorden, de mesoregio Norte Mato-Grossense in het noordwesten en de microregio's Canarana in het westen en zuiden en Médio Araguaia in het zuidoosten. De microregio heeft een oppervlakte van ca. 84.916 km². Midden 2004 werd het inwoneraantal geschat op 103.635.
Veertien gemeenten behoren tot deze microregio:
| - Alto Boa Vista - Bom Jesus do Araguaia - Canabrava do Norte - Confresa - Luciára - Novo Santo Antônio - Porto Alegre do Norte | - Ribeirão Cascalheira - Santa Cruz do Xingu - Santa Terezinha - São Félix do Araguaia - São José do Xingu - Serra Nova Dourada - Vila Rica |

Mesoregio's: Centro-Sul Mato-Grossense · Nordeste Mato-Grossense · Norte Mato-Grossense · Sudeste Mato-Grossense · Sudoeste Mato-Grossense

Microregio's: Alta Floresta · Alto Araguaia · Alto Guaporé · Alto Pantanal · Alto Paraguai · Alto Teles Pires · Arinos · Aripuanã · Canarana · Colíder · Cuiabá · Jauru · Médio Araguaia · Norte Araguaia · Paranatinga · Parecis · Primavera do Leste · Rondonópolis · Rosário Oeste · Sinop · Tangará da Serra · Tesouro